# Biogeografie
Biogeografia este o disciplină geografică care se ocupă cu studiul geografic al biosferei, respectiv cu descrierea și explicarea repartiției organismelor vegetale și animale pe suprafața Pământului și, în special, a biocenozelor și biotopurilor (deci a ecosistemelor). Ea cuprinde ca ramuri de bază: fitogeografia (geografia plantelor) și zoogeografia (geografia animalelor), la care se adaugă: ecologia, care studiază raporturile ființelor vii cu mediul, și corologia, care delimitează ariile de repartiție a unităților taxonometrice de plante și animale sau biocenozele.
Biogeografia este o știință care studiază răspândirea pe glob a plantelor și animalelor, în strânsă corelație cu factorii de mediu și cu evoluția în timp a lumii vii. Un biogeograf este un specialist în biogeografie.  
Biogeografia este în același timp o ramură a biologiei, ce se ocupă cu analiza distribuției spațiale a biodiversității, atât cea prezentă, cât și cea din trecut.
Biogeografia este o știință comparativă și deductivă, fiind legată strâns de geografie, ecologie, botanică și zoologie. În cadrul biogeografiei nu pot fi efectuate experimente, încât scările temporale și spațiale sunt mult prea mari pentru experiențe.
în biogeografie sunt 3 procese fundamentale :
- Evoluția- adică schimbările genetice permanente în cadrul unei populații;
- Extincția- adică dispariția unei populații de pe teritoriu dat;
- Dispersia- adică mișcarea unui grup de organisme de la locul de pornire.

## Istoria biogeografiei
Încă din antichitate, învățați precum Aristotel si Teofrast au observat și consemna în cărțile lor influența pe care o are asupra distribuției vegetației elementele climatice, edafice și geomorfologice.
Localizările taxonilor vegetali Primele date despre si localizările taxonilor vegetali datează din secolul al XIV -lea. Astfel Otto Brunfels, 1530; Hieronymus Bock-Tragus, 1539; Leonardus Fuchs, 1542; Peter Andreas Matthiolus, 1544; Rembertus Dodonaeus, 1583 prezintă această problemă în lucrările lor. 
Cunostintele de natura geobotanica. Începerea expedițiilor în munții Alpi a permis observarea zonalității
vegetatiei odata cu cresterea altitudinii ( Conrad Gesner (1516 1565)]. 
Termenul de geografia plantelor Primul care a utilizat accest termen a fost C. Mentzel (1622 1701).
Studii comparative ale florei. Primul care a efectuat astfel de studii pentru diverse regiuni geografice cât și entru etajele de vegetație a fost J. P. de Tournefort (1656 1708). El a comparat vegetația Alpilor și Pirineilor și a altor regiuni din Franța cu cele din Asia Mică.

## Ramuri ale biogeografiei
- Fitogeografie;
- Zoogeografie;
- Geografie ecologică.

## Distribuția biogeografică
- Cosmopolitană;
- Endemică;
- Disjunctă.
- Specie inelară